# عزلة الجعافرة (إب)

تعديل مصدري - تعديل

عزلة الجعافرة هي إحدى عزل مديرية حبيش في محافظة إب اليمنية ويبلغ تعداد سكانها 3003 نسمة حسب التعداد السكاني في اليمن لعام 2004.